# Spiloconis sexguttata
Spiloconis sexguttata är en insektsart som beskrevs av Günther Enderlein 1907. Spiloconis sexguttata ingår i släktet Spiloconis och familjen vaxsländor. Inga underarter finns listade i Catalogue of Life.